# Orthodera novaezealandiae
Orthodera novaezealandiae är en bönsyrseart som beskrevs av William Colenso 1882. Orthodera novaezealandiae ingår i släktet Orthodera och familjen Mantidae. Inga underarter finns listade i Catalogue of Life.

## Bildgalleri

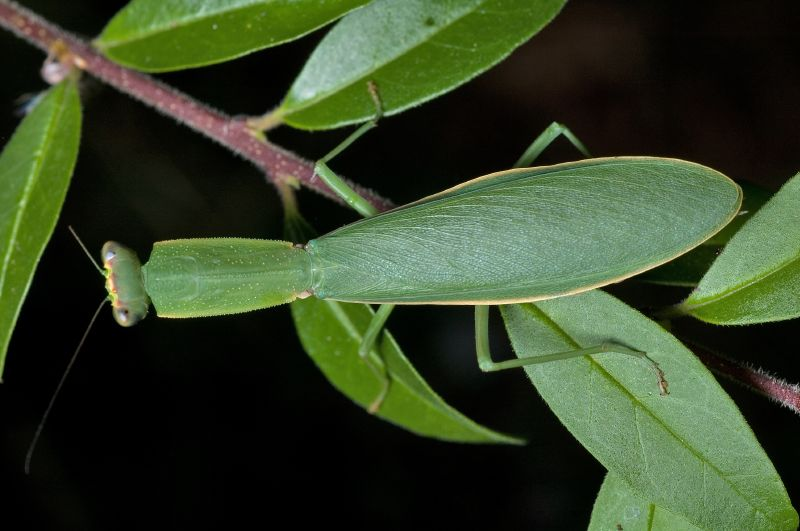
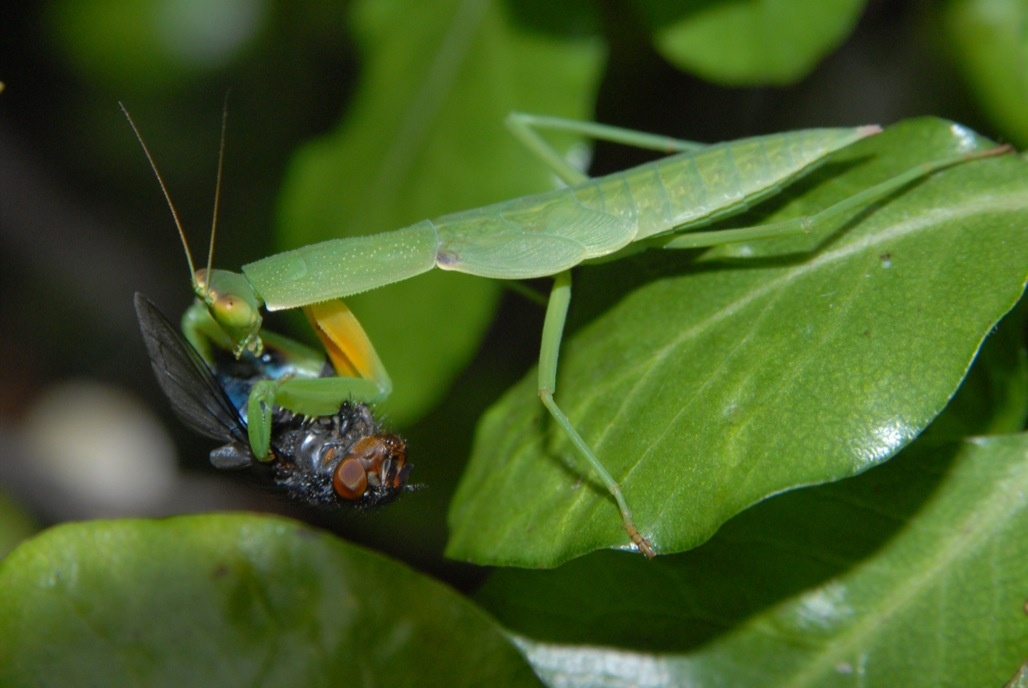
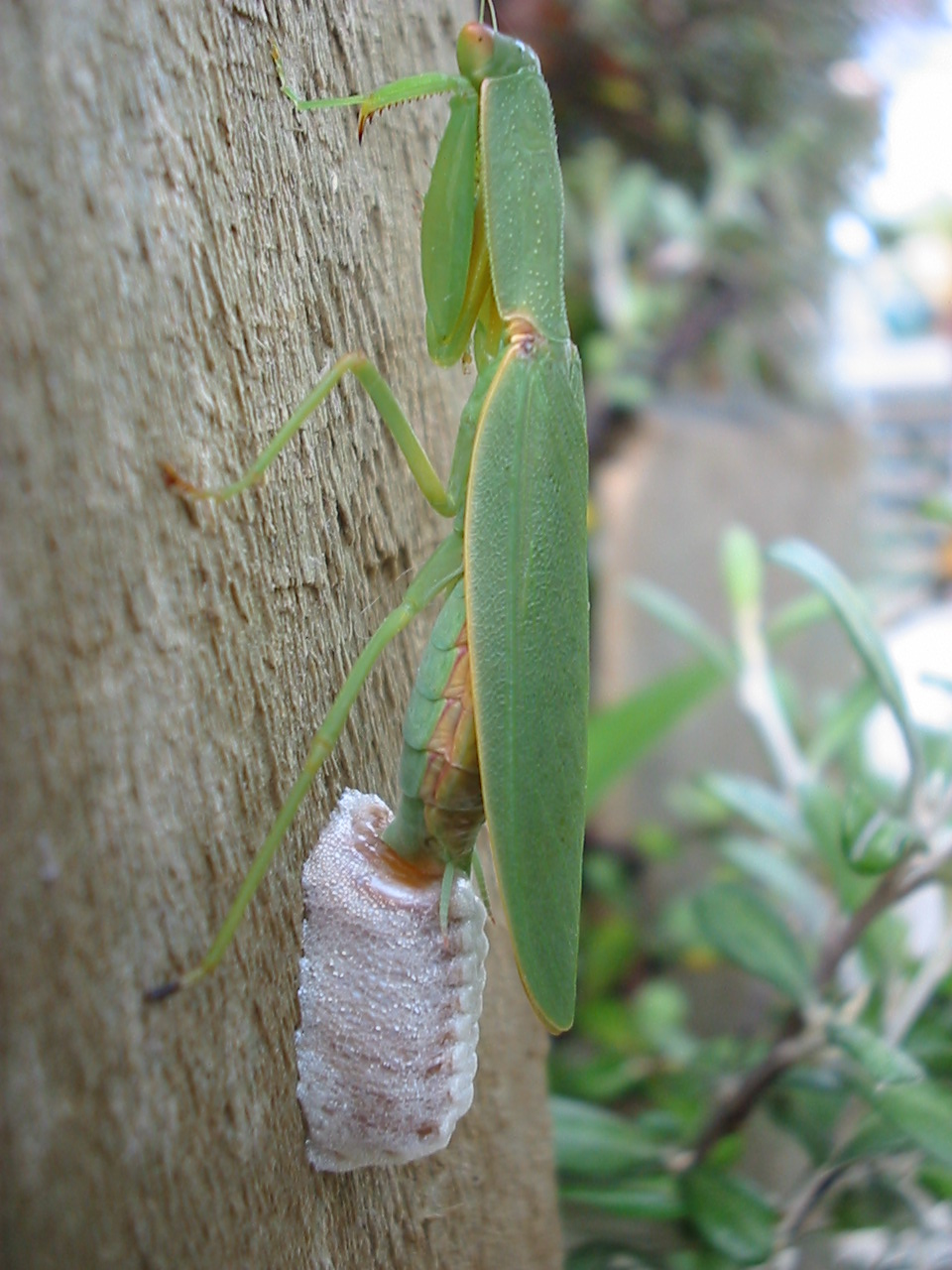
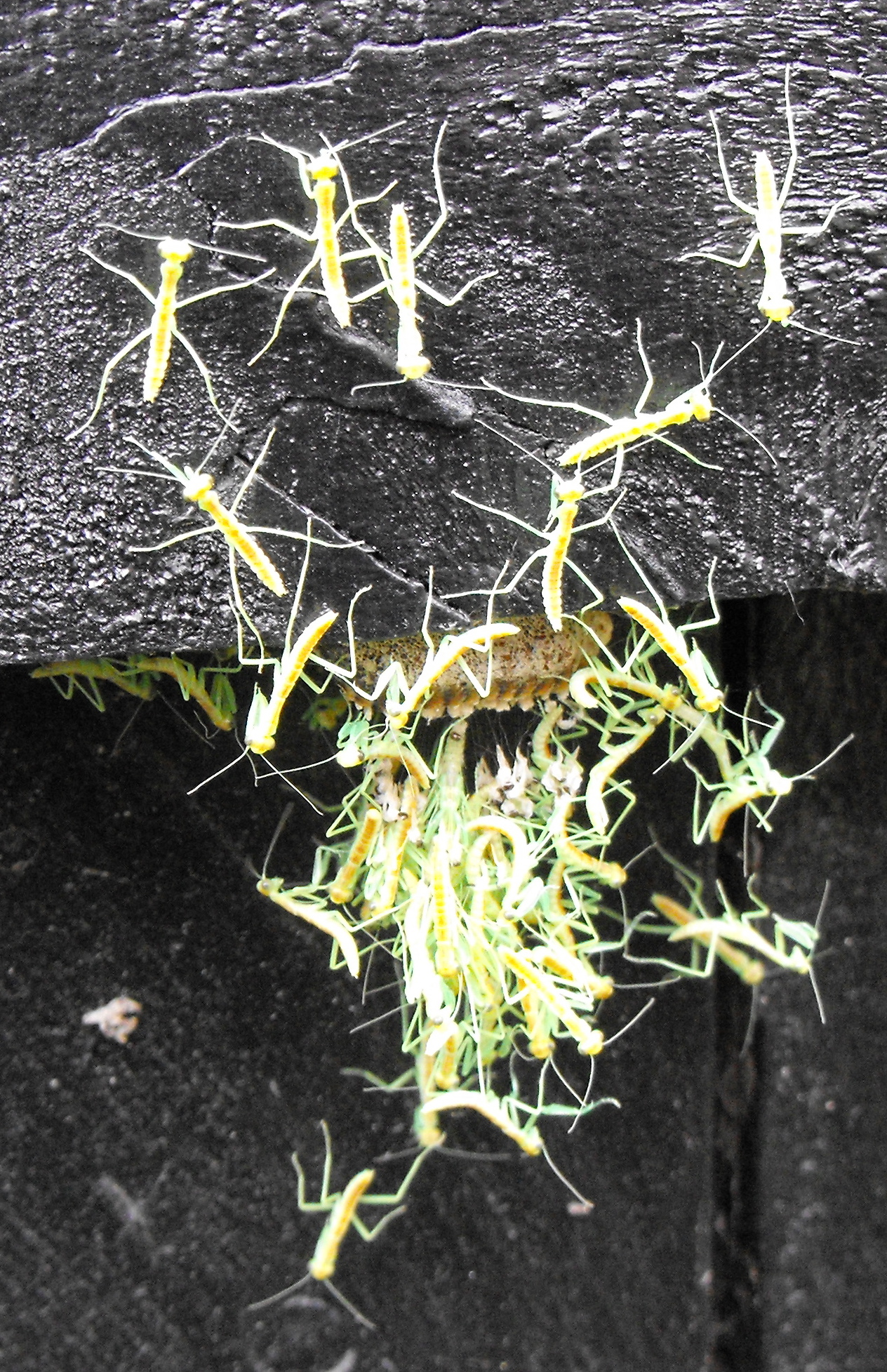